# Udo-myeon
Udo-myeon (koreanska: 우도면 är en socken i kommunen Jeju i provinsen Jeju i den södra delen av Sydkorea, 500 km söder om huvudstaden Seoul. Den består av ön Udo, som ligger 2,5 km öster om ön Jeju, och en mindre intilliggande ö. 